# Бри Оријак
Бри Оријак (фр. Brue-Auriac) насеље је и општина у Француској у региону Прованса-Алпи-Азурна обала, у департману Вар која припада префектури Брињол.
По подацима из 2011. године у општини је живело 1208 становника, а густина насељености је износила 32,89 становника/km². Општина се простире на површини од 36,73 km². Налази се на средњој надморској висини од 254 метара (максималној 466 m, а минималној 199 m).

## Демографија
| 1962. | 1968. | 1975. | 1982. | 1990. | 1999. | 2011. |
| ----- | ----- | ----- | ----- | ----- | ----- | ----- |
| 396   | 425   | 380   | 429   | 630   | 888   | 1.208 |

График промене броја становника у току последњих година